# Géza Anda
Géza Anda (Pronunciación húngara: [ˈɡeːzɒ ˈɒndɒ]; 19 de noviembre de 1921 – 14 de junio de 1976) fue un pianista suizo de origen húngaro. Un intérprete celebrado de repertorio clásico y romántico, particularmente conocido por sus interpretaciones y registros de Mozart, fue también un gran intérprete de Beethoven, Schumann, Brahms y Bartók.
En su día fue considerado como un artista asombroso, poseído de una técnica natural e impecable que dio a sus conciertos una calidad única. Pero desde su muerte en 1976 a la edad de cincuenta y cuatro años, su reputación se ha apagado un poco. La mayoría de sus registros fueron hechos en el sello Deutsche Grammophon.

## Años tempranos
Anda nació en 1921 en Budapest. Estudia con algunos de los profesores renombrados del siglo XX como Imre Stefaniai y Imre Keeri-Szanto y también fue alumno de Ernst von Dohnányi y Zoltán Kodály en la Academia Franz Liszt de Budapest. En 1940 gana el Premio Liszt y en el año siguiente se hace un nombre internacional con su interpretación del Concierto de Piano Num. 2 de Brahms. En 1941, también hace su debut con la Filarmónica de Berlín bajo Wilhelm Furtwängler, quién le bautizó como "trovador del piano." En 1943 recala en Suiza. Se casa con Hortense Bührle, hija de Emil Georg Bührle (dueño Schweiz. Werkzeugmaschinenfabrik y coleccionista de arte) de Zürich.

## Años medios
En los años 1950, Anda dio clases magistrales en el Mozarteum de Salzburgo y en 1960 toma el puesto de director de las clases magistrales de Lucerna, sucediendo a Edwin Fischer. Su alumnado incluyó a Per Enflo, quién más tarde sería conocido por su trabajo en análisis matemático.
Como intérprete, Anda era particularmente conocido por su interpretación de Schumann y de Brahms. El New Grove cita sus "lecturas carismáticas de Bartók y Schumann". Está considerado como el principal intérprete de Bartók de su generación, incluso si otros pianistas desde su muerte han hecho registros superiores de los conciertos de aquel compositor. A pesar de que toca muy poco Mozart en su carrera temprana, fue el primer pianista en grabar el ciclo completo de los conciertos de piano de Mozart;  los graba entre 1961 y 1969, dirigiendo él mismo desde el teclado.
Su interpretación del Andante del Concierto de Piano Núm. 21 de Mozart, en la banda sonora de la película de 1967, Elvira Madigan suscitó el epíteto "Elvira Madigan" a menudo aplicado al concierto.
Durante su carrera colaboró con numerosos directores entre los cuales cabria destacar a Ferenc Fricsay, Claudio Abbado, Ernest Ansermet, Sir John Barbirolli, Karl Böhm, Ernest Bour, Eugen Jochum, Herbert von Karajan, Joseph Keilberth, István Kertész, Otto Klemperer, Rafael Kubelík, Ferdinand Leitner, Erich Leinsdorf, Fritz Reiner, Hans Rosbaud, Sir Malcolm Sargent, Carl Schuricht, Sir Georg Solti y George Szell.
"Desde el principio de su carrera fue lo qué uno podría llamar un filósofo-virtuoso. En su larga búsqueda del equilibrio perfecto de cabeza y corazón, entre intelecto e instinto, explora muchas facetas de la forma de hacer música." En 1965 fue nombrado Chevalier de la Ordre des Artes et des Lettres y también llega a ser miembro honorario de la Real Academia de Música en 1970.
Muere el 14 de junio de 1976 en Zúrich (Suiza). La causa de su muerte fue el cáncer de esófago.

## Discografía parcial
- Grandes Pianistas del Siglo XX. Philips
- Bartok, Conc. p. n. 1-3 - Anda/Fricsay/RSO Berlin, Deutsche Grammophon
- Brahms Grieg, Conc. p. n. 2/Conc. p. op. 16 - Anda/Karajan/Kubelik/BPO, Deutsche Grammophon
- Mozart, Conc. p. n. 1-27 - Anda/Mozarteum, Deutsche Grammophon
- Mozart, Conc. p. n. 6, 17, 21 - Anda/Mozarteum, Deutsche Grammophon